# Citadellstraße 19
Das Haus Citadellstraße 19 in Düsseldorf-Carlstadt ist ein denkmalgeschütztes Gebäude aus dem Jahre 1698.

## Geschichte
Heimeshoff datiert die Bauzeit auf das Jahr 1698. Im Jahre 1870 wurden die Fenster vergrößert. Von 1978 bis 1979 wurde der Hofflügel erneuert. Im Jahre 1981 erfolgte eine Sanierung des Hauses.

## Beschreibung
Das Haus ist dreigeschossig und hat Hofflügel. Die Fassade ist in drei Achsen gegliedert, wobei die rechte Achse vom Eingang beansprucht wird. Die Fenster des 1. Obergeschosses haben ein Gebälk oberhalb der Fenster. Die Erdgeschossfenster haben profilierte Faschen. Die Fensterbänke des ersten Obergeschosses sind miteinander verbunden. Das Gebäude hat ein Satteldach. Die Innenarchitektur ist barock. Josef Kleesattel und Paul Sültenfuß würdigen den Treppenaufgang.

## Galerie

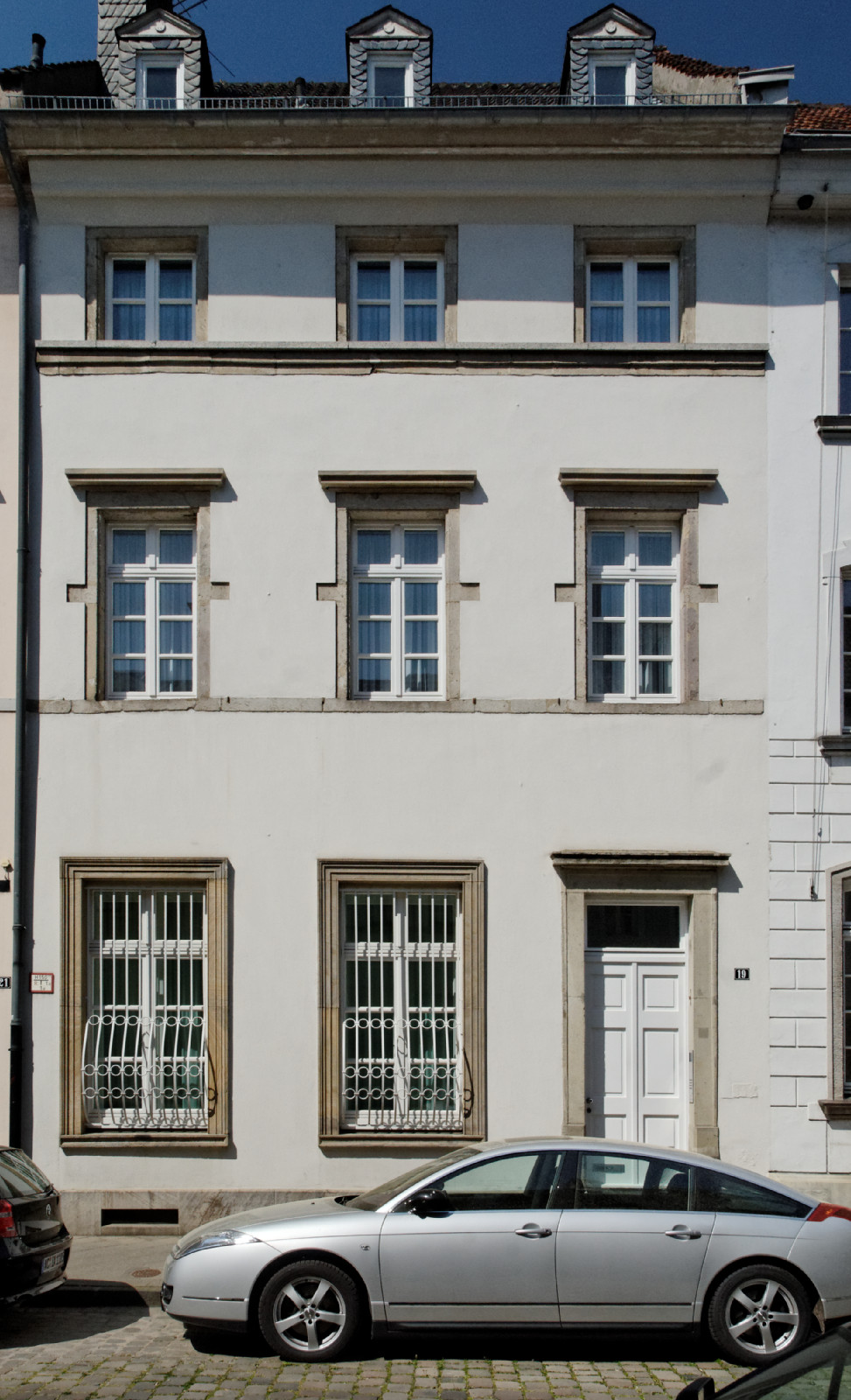
Citadellstraße 19, Fassade
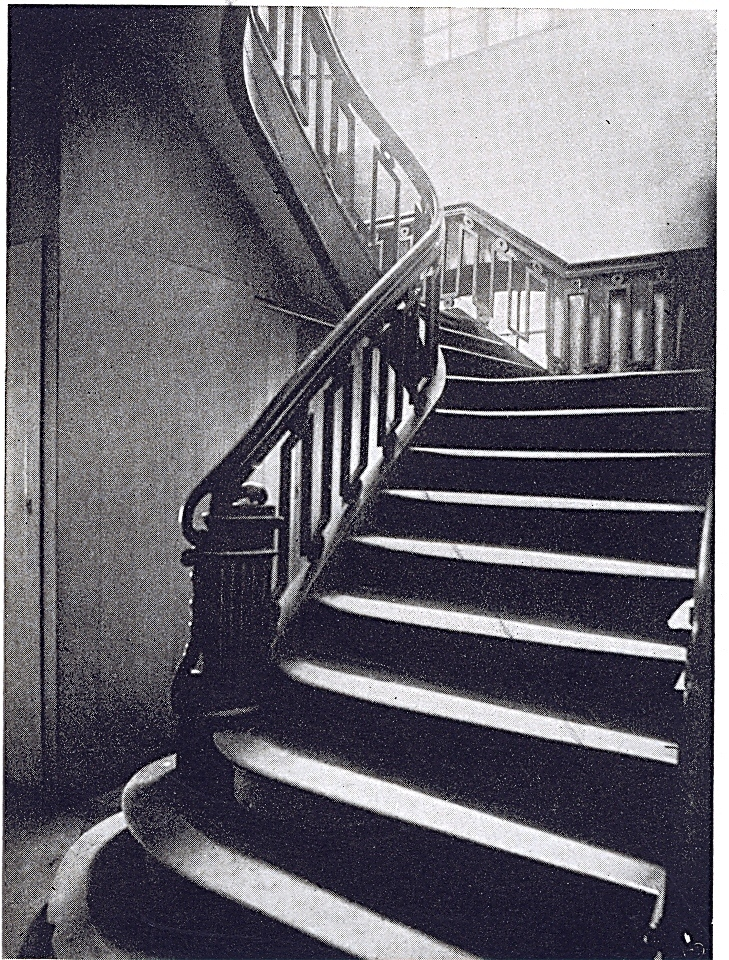
Citadellstraße 19, Treppe
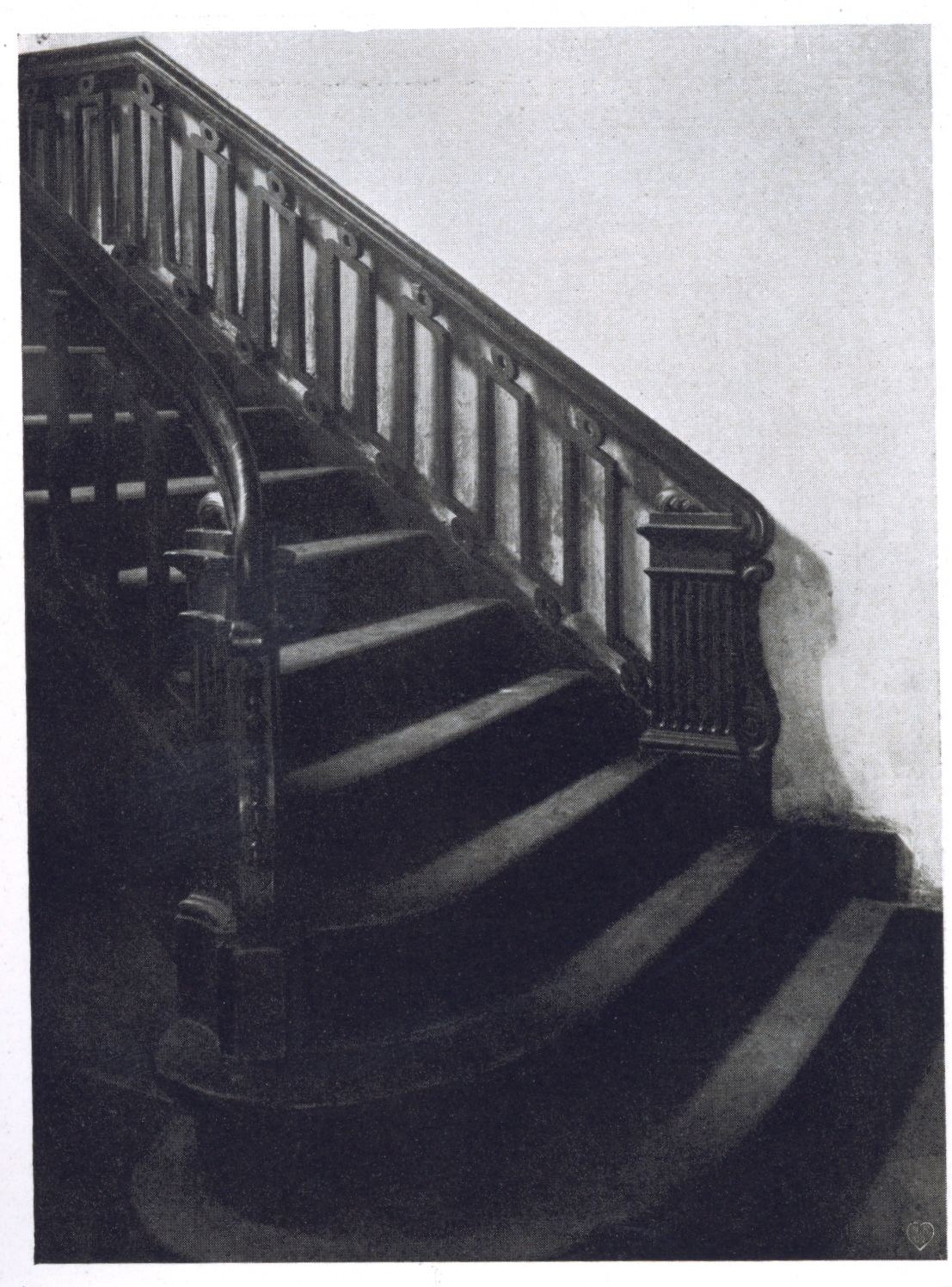
Citadellstraße 19, Treppe
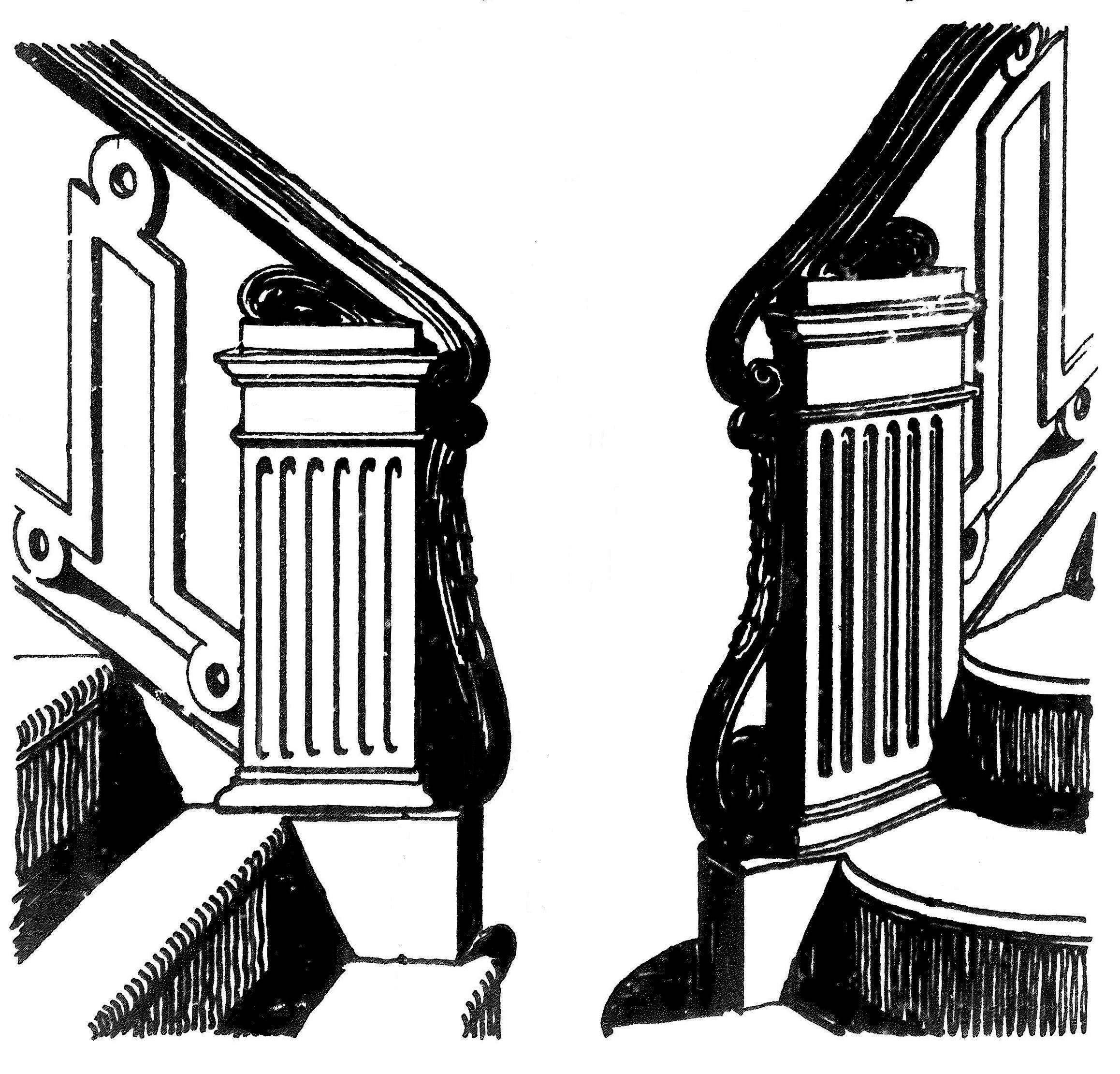
Citadellstraße 19, Treppe, Detail